# معاهدة توديلين
وقّعت معاهدة توديلين (أو معاهدة توديخين ) بين ألفونسو السابع ملك ليون وقشتالة ورامون برانجيه الرابع، كونت برشلونة في 27 يناير 1151  في توديلين، بالقرب من أغواس كالداس في نافارا.

## محتوى المعاهدة
كان تقسيم نافارا، بعد وفاة غارسيا راميريث، السبب الرئيسي لتوقيع المعاهدة. اعترفت الاتفاقية بالفتوحات الأراغونية جنوب نهر شقر والحق في التوسع جنوبًا وغربًا، بينما كان من المقرر أن تؤول طوائف مورسيا وفالنسيا ودينيا إلى رامون.  كان من المقرر تدمير مملكة البرتغال، بينما كان من المقرر تقسيم إشبيلية ألفونسو ورامون.  وبالتالي، وافق رامون أيضًا على التعهد بالولاء لطائفة فالنسيا وجزء كبير من مورسيا. 

## النتيجة
لم تنفّذ المعاهدة أبدًا بسبب الهجمات الكبرى التي شنتها الدولة الموحدية،  واستبدلت بمعاهدة كازولا في مارس 1179. 